# Lubombo
Lubombo is een district van Swaziland, gelegen in het oosten van het land. Het district beslaat een oppervlakte van 5947 km² en er wonen 202.000 mensen (1997). De hoofdplaats is Siteki.
Hhohho · Lubombo · Manzini · Shiselweni